# Leucopogon
Genre
Classification phylogénétique
Leucopogon est un genre de plante à fleurs de la famille des Ericaceae. Il compte de 150 à 160 espèces de buissons.
Ces plantes sont originaires d'Australie, de Nouvelle-Zélande, de Nouvelle-Calédonie, des îles de l'ouest de l'océan Pacifique et de Malaisie mais la plupart des espèces se rencontrent dans le sud-est de l'Australie.

## Principales espèces
- Leucopogon amplexicaulis - Australie
- Leucopogon australis - Victoria, Tasmanie
- Leucopogon collinus - Victoria, Tasmanie
- Leucopogon confertus - Australie
- Leucopogon cryptanthus - Australie
- Leucopogon cuspidatus - Australie
- Leucopogon ericoides - Victoria, Tasmanie
- Leucopogon exolasius - Australie
- Leucopogon fraseri - Nouvelle-Zélande
- Leucopogon gnaphalioides - Australie
- Leucopogon interruptus - Australie occidentale
- Leucopogon juniperinus - Australie
- Leucopogon lanceolatus - Australie méridionale à Tasmanie
- Leucopogon marginatus - Australie
- Leucopogon microphyllus - Australie
- Leucopogon muticus - Australie
- Leucopogon nanum - Nouvelle-Zélande
- Leucopogon obtectus - Australie
- Leucopogon verticillatus - Australie
- Leucopogon virgatus - Tasmanie

Leucopogon fraseri est une espèce originaire de Nouvelle-Zélande ; c'est un petit buisson poussant dans les zones sèches comprises entre le niveau de la mer et les premiers niveaux des régions alpines.